# 万德利茨
万德利茨（德語：Wandlitz）是德国勃兰登堡州的一个市镇，隶属于巴尔尼姆县。总面积为162.84平方千米，截至2020年总人口为23127人。